# Mikola Tibor
Mikola Tibor (Budapest, 1936. február 19. – Szeged, 2000. június 13.) magyar nyelvész, egyetemi tanár. A József Attila Tudományegyetem Bölcsészettudományi Kar finnugor tanszékvezető egyetemi tanára volt. A nyelvtudományok kandidátusa (1968), az Magyar Tudományos Akadémia doktora (1998).

## Életpályája
1954-ben Miskolcon érettségizett. 1958-ban az Eötvös Loránd Tudományegyetem Bölcsészettudományi Karán magyar–német szakos tanári diplomát szerzett. 1958–1960 között a  bicskei Vajda János Gimnázium oktatója volt. 1960–1965 között a Szegedi Tudományegyetem illetve a József Attila Tudományegyetem Bölcsészettudományi Kar Finnugor Tanszék tanársegéde, 1965–1970 között egyetemi adjunktusa, 1970–1984 között egyetemi docense, 1984–2000 között egyetemi tanára volt. 1962-ben doktorált. 1964-től a Societas Uralo-Altaica tagja volt. 1973-tól a Finn Irodalmi Társaság tagja volt. 1973-ban a Göttingeni Egyetemen volt tanulmányúton. 1974–2000 között a Tanszék vezetője volt. 1978-tól a Finnugor Társaság tagja volt. 1979–1984 között a Bölcsészettudományi Kar dékánhelyettese, 1984–1987 között, valamint 1989–1992 között dékánja volt. 1981-től a Nyelvtudományi Közlemények szerkesztőbizottságának tagja, 1986–1992 között elnöke volt. 1983-ban a Müncheni Egyetemen járt tanulmányúton. 1990-től a Reguly Társaság tagja volt. 1993–2000 között a Magyar Tudományos Akadémia Uráli Nyelvészeti Bizottságának és a Magyar Tudományos Akadémia Uráli Komplex Bizottságának elnöke volt. 1994–1997 között a Magyar Tudományos Akadémia Közgyűlés képviselője volt. 1996–2000 között a József Attila Tudományegyetem Bölcsészettudományi Kar Doktori Tanácsának elnöke volt. 1997–2000 között a Magyar Nyelvtudományi Társaság Finnugor Szakosztályának elnöke volt. 1998-ban a Magyar Tudományos Akadémia doktora lett.
Kutatási területe az általános urálisztika és a szamojéd nyelvészet.
Az Újszegedi temetőben nyugszik (I-1-43).

## Művei
- A finn nyelv áttekintése (egyetemi jegyzet; Budapest, 1961; 3. kiadás: 1963; 4. kiadás: 1965; 7. kiadás: 1978; 8. kiadás: 1980; 9. kiadás: 1981; 10. kiadás: 1988; 11. kiadás: 1989)
- A finnugor népek ősi hitélete az újabb nyelvészeti kutatások fényében (egyetemi doktori értekezés is; Szeged, 1962)
- Egy magyar szócsalád eredetéhez. Reg, révül, rejt stb. (Néprajz és Nyelvtudomány, 1962; németül: Acta Linguistica, 1964)
- Jelentéstani megjegyzések a reg szócsaláddal kapcsolatban (Néprajz és Nyelvtudomány, 1963)
- A palato- veláris mássalhangzók velarizáló hatása az ősmagyarban (Néprajz és Nyelvtudomány, 1964)
- A szóhasadás kérdéséhez (Magyar Nyelv, 1965)
- Szamojéd névutók. A primér ragok eredetének kérdéséhez (Néprajz és Nyelvtudomány, 1966)
- A tárgyrag és tárgyas ragozás kérdéséhez (Magyar Nyelv, 1966)
- A szamojéd nyelvek névutói (kandidátusi értekezés; Szeged, 1967)
- Adalékok a finn diftongusok történetéhez (Néprajz és Nyelvtudomány, 1967)
- Adalékok a nganaszan nyelv ismeretéhez (Nyelvtudományi Közlemények, 1970)
- A nyenyec gégezárhangok és a magyar út szó eredete (Néprajz és Nyelvtudomány, 1971)
- Finn nyelvtani paradigmák. Szövegek és szójegyzék (Oktatási segédanyag; összeállította: Janurik Tamással; Szeged, 1971)
- Ugor ikerszavak (Néprajz és Nyelvtudomány, 1973)
- Finnugor nyelvészeti szöveggyűjtemény (Oktatási segédlet; összeállította; Szeged, 1973)
- A szamojéd koaffixum eredetéről (Néprajz és Nyelvtudomány, 1975)
- Uralisztika. 1945–1975. A magyarországi uralisztikai kutatások története a felszabadulás után (Néprajz és Nyelvtudomány, 1977)
- Adalékok a szelkup vokalizmus történetéhez (Néprajz és Nyelvtudomány, 1980)
- Mészöly Gedeon és a finnugor nyelvtudomány (Magyar Nyelv, 1981)
- Adalékok a nyenyec nazálisok történetéhez (Uralisztikai tanulmányok; Szeged, 1983)
- Ikerszók és parallelizmusok az obi-ugor nyelvekben (Néprajz és Nyelvtudomány, 1985)
- Az uráli vokalizmus kérdései (Néprajz és Nyelvtudomány, 1997)
- A szamojéd nyelvek története (Monográfia és doktori értekezés is; Szeged, 1997)
- Megjegyzések a mordvin tárgyas igeragozás történetéhez (Nyelvtudományi Közlemények, 1998)
- A nyelvészet oktatása és kutatása a szegedi egyetemen (Néprajz és Nyelvtudomány, 1998)
- A magyar műveltető szerkezet története, finnugor háttere (Magyar és finnugor mondattörténet. Szerkesztette: Büky László és Forgács Tamás; Szeged, 1999)
- Nyelvészet (A Szegedi Tudományegyetem múltja és jelene. 1921–1998. Szerkesztette: Rácz Béla; Szeged, 1999)

## Díjai
- Munka Érdemrend arany fokozata (1987)
- Munkácsi Bernát-díj (1998)

## Emlékezete
- Tiszteletére a Szegedi Tudományegyetemen Mikola Tibor-emlékülést rendeztek 2002-ben és 2004-ben.
- 2004-ben emlékére a Szegedi Tudományegyetem Mikola Tibor-díjat alapított. A díjjal tehetséges hallgatókat, illetve pályakezdő nyelvészeket jutalmaznak kétévente (először 2005-ben adták át).